# Дубинино (Ленинградская область)
Дубинино (до 1948 года Хянниккялянниеми, фин. Hännikkälänniemi) — посёлок в Каменногорском городском поселении Выборгского района Ленинградской области.

## Название
Топоним переводится, как «мыс рода Хянниккя».
Зимой 1948 года по решению сессии Ханнильского сельсовета деревне Хянниккялянниеми было присвоено наименование Ручьёвка, но через полгода по настоянию комиссии по переименованию деревню вторично переименовали в Дубинино с обоснованием: «в память погибшего сержанта Дубинина в 1944 году в Яскинском районе». Переименование было закреплено указом Президиума ВС РСФСР от 13 января 1949 года.

## История

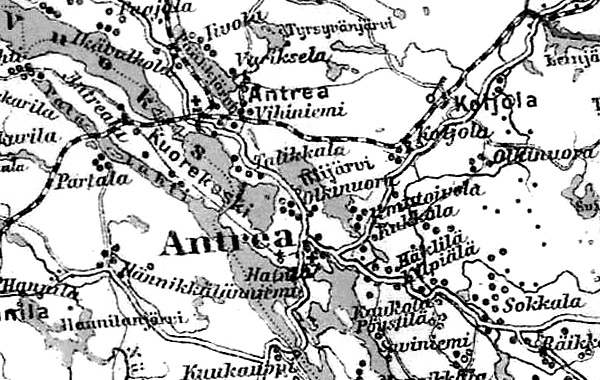
Деревня Хянниккялянниеми на финской карте 1923 года

До 1939 года деревня Хянниккялянниеми входила в состав волости Антреа Выборгской губернии Финляндской республики.
С 1 января 1940 года — в составе Карело-Финской ССР.
С 1 июля 1941 года по 31 мая 1944 года финская оккупация.
С 1 декабря 1944 года — в составе Ханнильского сельсовета Яскинского района.
С 1 октября 1948 года — в составе Липовского сельсовета Лесогорского района.
С 1 января 1949 года учитывается административными данными как деревня Дубинино. При укрупнении хозяйства к деревне были присоединены соседние селения Партала, Ихалампиля.
В 1958 году население деревни составляло 197 человек.
С 1 декабря 1960 года — в составе Липовского сельсовета Выборгского района. 
По данным 1966, 1973 и 1990 годов посёлок Дубинино входил в состав Липовского сельсовета.
В 1997 году в посёлке Дубинино Возрожденской волости проживали 13 человек, в 2002 году — 4 человека (все русские).
В 2007 году в посёлке Дубинино Каменногорского ГП проживали 12 человек, в 2010 году — 13 человек.

## География
Посёлок расположен в северной части района на автодороге 41К-418 (Дружноселье — Перевозное) в месте примыкания к ней автодороги 41К-443 (Каменногорск — Дубинино).
Расстояние до административного центра поселения — 9 км. 
Расстояние до ближайшей железнодорожной станции Ханнила — 5 км. 
К западу от посёлка находится озеро Липовское.

## Демография
| 2007 | 2010 | 2017 | 2021 |
| ---- | ---- | ---- | ---- |
| 12   | ↗13  | ↘9   | ↗16  |

## Улицы
Рябиновая, Ягодная, Ясный проезд.